# Atelocentra chloraspis
Atelocentra chloraspis är en fjärilsart som beskrevs av Edward Meyrick 1884. Atelocentra chloraspis ingår i släktet Atelocentra och familjen Crambidae. Inga underarter finns listade i Catalogue of Life.